# Je suis l'enfant soleil
"Je suis l'enfant soleil" (Eu sou a criança-sol) foi a canção que representou a França no Festival Eurovisão da Canção 1979, interpretada em francês por Anne-Marie David que havia vencido o certame seis anos antes representando o Luxemburgo. O referido tema tinha letra de Hubert Giraud, música de Eddy Marnay e foi orquestrada por Guy Mattéoni.
A canção foi a décima primeira a ser cantada na noite do festival, depois da canção israelita e antes da canção belga. No final da votação, terminou em terceiro lugar (19 países) e conquistou 106 pontos.
A canção é uma balada dramática em que David descreve um romance com um estranho vindo do norte e a narradora era uma criança do sol (do sul). Mais tarde esse estranho parte para o norte e no final, a criança pede que o seu amado volte novamente.